# トランスポート・オブ・ロックランド
トランスポート・オブ・ロックランド（TOR）は、ニューヨーク州ロックランド群内を走るバスシステム。
バスは、ロックランド群の街を繋いでおり、各街では、コミュニティ・バスやロックランド・コーチ、ショートラインなどニューヨーク・シティへ向かう中距離バスと接続している。

## ルート
- 59　ほぼルート59を走るルート。

ナイアック - パリセード・センター - ナニュエット・モール - スプリング・バレー駅 - モンゼイ - ロックランド・コミュニティ・カレッジ - エアモント - サファーン
- 91　ロックランド郡の北西部を走るルート

ナイアック - パリセード・センター - バレー・コテージ - ハベストロー - マウント・アイビー - イーガー・ヘルス・センター - ニュー・シティ - ニュー・スクエア - ヒルクレスト - スプリング・バレー
- 92　スプリング・バレーからナイアックまでロックランド郡南部を走るルート

スプリング・バレー駅 - パール・リバー - スパーキル - セント・トーマス・カレッジ - ドミニカン・カレッジ - パリセード・センター - ナイアック
- 93　ナニュエット・モールからルート45を東西に走るルート。終点はスロースバーグ。

ナニュエット - ヒルクレスト - ロックランド・コミュニティ・カレッジ - サファーン - ヒルバーン - スロースバーグ
- 94　スプリング・バレーからストニー・ポイントまでロックランドを南北に結ぶルート。

スプリング・バレー  - モンゼイ - ロックランド・コミュニティ・カレッジ - イーガー・ヘルス・センター - マウント・アイビー - ヘレン・ヘイヤズ・ホスピタル - ストニー・ポイント - トンプキンス・コーブ
- 95　ウエスト・ハベストローから202を通りロックランド・コミュニティ・カレッジを結ぶルート。

ウエスト・ハベストロー - ガーナビル - マウント・アイビー - ポモナ - ロックランド・コミュニティ・カレッジ
- 97　ストニー・ポイントからタッパンまで303を南北に結ぶ長いルート。

ストニー・ポイント - ウエスト・ハベストロー - パリセード・センター - オレンジバーグ - タッパン
- タッパン・ジー・エクスプレス　サファーンから主要な街を経由しホワイト・プレインズを結ぶ。ホワイト・プレーンズからはメトロノース鉄道でマンハッタンまで行ける。
- ループ1　モンゼイとスプリング・バレーを回るルート
- ループ2　モンゼイとスプリング・バレーを回り、ラマポまで伸びる広いルート
- ループ3　モンゼイのパスマークからサファーンまで59と似ているルートを走る。
- フェリー・エクスプレス　マウント・アイビーからハベストローのフェリー港まで走る。